# Speak of the Devil (альбом Оззи Осборна)
Speak of the Devil (с англ. — «Помяни чёрта», «Лёгок на помине») — альбом британского рок-музыканта Оззи Осборна, содержащий только исполненные «вживую» песни Black Sabbath. Он был выпущен 27 ноября 1982 года. Релиз распространялся под названием «Talk of the Devil» в Великобритании, где эта идиома несёт в себе такой же смысл, как и в США.
Во вкладыше указано, что альбом был записан в клубе «The Ritz» в Нью-Йорке 26 и 27 сентября 1982 года, хотя не существует ни одного бутлега, доказывающего существование того шоу, что необычно, учитывая количество ранних концертов Осборна, которые были проведены в таком же порядке. Вокал Осборна продублирован на записи, что является технологией, которой он обычно пользуется в студии. Кроме того, в интервью 2007 года с продюсером и инженером Максом Норманом, которое было размещено на KNAC.COM, он отмечает, что альбом содержит три песни, которые были записаны на репетициях перед концертом, причём лучше, чем на этом же концерте. В песню были дополнительно вклеены звуки криков толпы. Норман не уточнил, какие именно это были песни.
Это единственная официальная запись Оззи Осборна с участием гитариста Брэда Гиллиса из группы Night Ranger, который после Берни Торме кратковременно стал на место недавно погибшего Рэнди Роадса, хотя Гиллис играл в туре с Осборном в течение этого периода, исполняя соло с первых двух альбомов, песни которых присутствовали в сет-листах концертов того же тура. Эти записи можно было посмотреть на видеокассете или диске Speak Of The Devil, а в последнее время — на японском DVD-релизе.
Осборн публично отрёкся от альбома, утверждая, что он был записан вследствие давления со стороны звукозаписывающего лейбла. В апреле 2002 года, этот альбом был вырезан из североамериканского каталога продаж записей Оззи Осборна и больше никогда не был возвращён туда. Несмотря на это, альбом до сих пор продаётся в Японии и других странах.
Песня «Sweet Leaf» не была включена в исходные CD-релизы альбома, что обусловлено «временны́ми ограничениями». Трек был восстановлен на ремастеринге альбома 1995 года.
Это первый альбом с участием Руди Сарзо после его возвращения из Quiet Riot. Брэд Гиллис также покинул состав Night Ranger, присоединившись к составу группы Оззи Осборна. Боб Дэйсли, который исполнял бас-партии на предыдущих альбомах, был бас-гитаристом Оззи Осборна до тех пор, пока Джейк И. Ли не заменил Гиллиса для участия в записи следующего альбома, Bark at the Moon.
Speak of the Devil был выпущен за месяц до того, как предыдущая группа Осборна, Black Sabbath, выпустила концертный альбом Live Evil. В США продажи Speak of the Devil были намного лучше, чем продажи Live Evil. В Великобритании дело обстояло наоборот (что подтверждают показания в чартах), но данные по реальным продажам не являются всесторонне доступными. Оба альбома — это итог неофициального альбома Live at Last, выпущенного в 1980 году, через год после того, как Осборн покинул состав Black Sabbath.
Также существует видеодиск, тоже несущий название «Speak Of the Devil», но имеющий другое содержимое, состоящее из песен Оззи Осборна и каверов на некоторые песни из репертуара Black Sabbath.
На 17 июля 2012 года компанией Eagle Rock Entertainment намечен выпуск DVD диска. Оригинальный аудио материал подвергнут цифровому ремастерингу и будет доступен в форматах DTS и Dolby 5.1.

## Оформление альбома
На обложке альбома изображен Оззи с торчащими как у волка клыками и кусками мяса во рту. Он рычит из-за окна, рама которого покрыта рунической надписью. На момент выхода альбома содержание этой надписи служило предметом для многих дискуссия. В конце концов выяснилось что написано следующее: «Привет! Компания „Демоническая связь“ совместно с „Могильными художествами“ с гордостью представляет рок-маньяка, справляющего нужду в сортире Эль-Сатано» — ирония над обвинениями музыканта в сатанизме.

## Список композиций
Все песни написаны Оззи Осборном, Тони Айомми, Гизером Батлером и Биллом Уордом.

### Оригинальное издание

#### Сторона 1
1. «Symptom of the Universe» — 5:41 (с альбома Sabotage)
2. «Snowblind» — 4:56 (с альбома Black Sabbath, Vol. 4)
3. «Black Sabbath» — 6:04 (с альбома Black Sabbath)

#### Сторона 2
1. «Fairies Wear Boots» — 6:33 (с альбома Paranoid)
2. «War Pigs» — 8:35 (с альбома Paranoid)
3. «The Wizard» — 4:43 (с альбома Black Sabbath)

#### Сторона 3
1. «N.I.B.» — 5:35 (с альбома Black Sabbath)
2. «Sweet Leaf» — 5:55 (с альбома Master of Reality)
3. «Never Say Die» — 4:18 (с альбома Never Say Die!)

#### Сторона 4
1. «Sabbath Bloody Sabbath» — 5:34 (с альбома Sabbath Bloody Sabbath)
2. «Iron Man»/«Children of the Grave» — 9:12 (с альбомов Paranoid/Master of Reality)
3. «Paranoid» — 3:10 (с альбома Paranoid)

### DVD 2012 год
1. Over The Mountain
2. Mr. Crowley
3. Crazy Train
4. Revelation (Mother Earth)
5. Steal Away (The Night)
6. Suicide Solution
7. Guitar / Drum Solo
8. Goodbye To Romance
9. I Don’t Know
10. Believer
11. Flying High Again
12. Iron Man
13. Children Of The Grave
14. Paranoid

## Музыканты
- Оззи Осборн — вокал
- Брэд Гиллис — гитара
- Руди Сарзо — бас
- Томми Олдридж — ударные
- Дон Эйри — клавишные

## Итоги продаж
| Дата            | Статус  | Общее количество продаж | Сертификация/Страна                                    |
| --------------- | ------- | ----------------------- | ------------------------------------------------------ |
| 24 января 1983  | Золото  | 500 000                 | RIAA (США)                                             |
| 11 августа 1992 | Платина | 1 000 000               | США                                                    |
| 1 января 1983   | Серебро | 60 000                  | BPI (Великобритания) под названием «Talk of the Devil» |
| 1 мая 1983      | Золото  | 50 000                  | CRIA (Канада)                                          |
| 1 октября 1991  | Платина | 100 000                 | Канада                                                 |